# کوسه‌ماهی دم‌سفید
کوسه‌ماهی دم‌سفید (نام علمی: Scymnodalatias albicauda) نام یک گونه از تیره کوسه‌های خواب‌آلود است.